# Liste der Baudenkmäler in Mühldorf am Inn

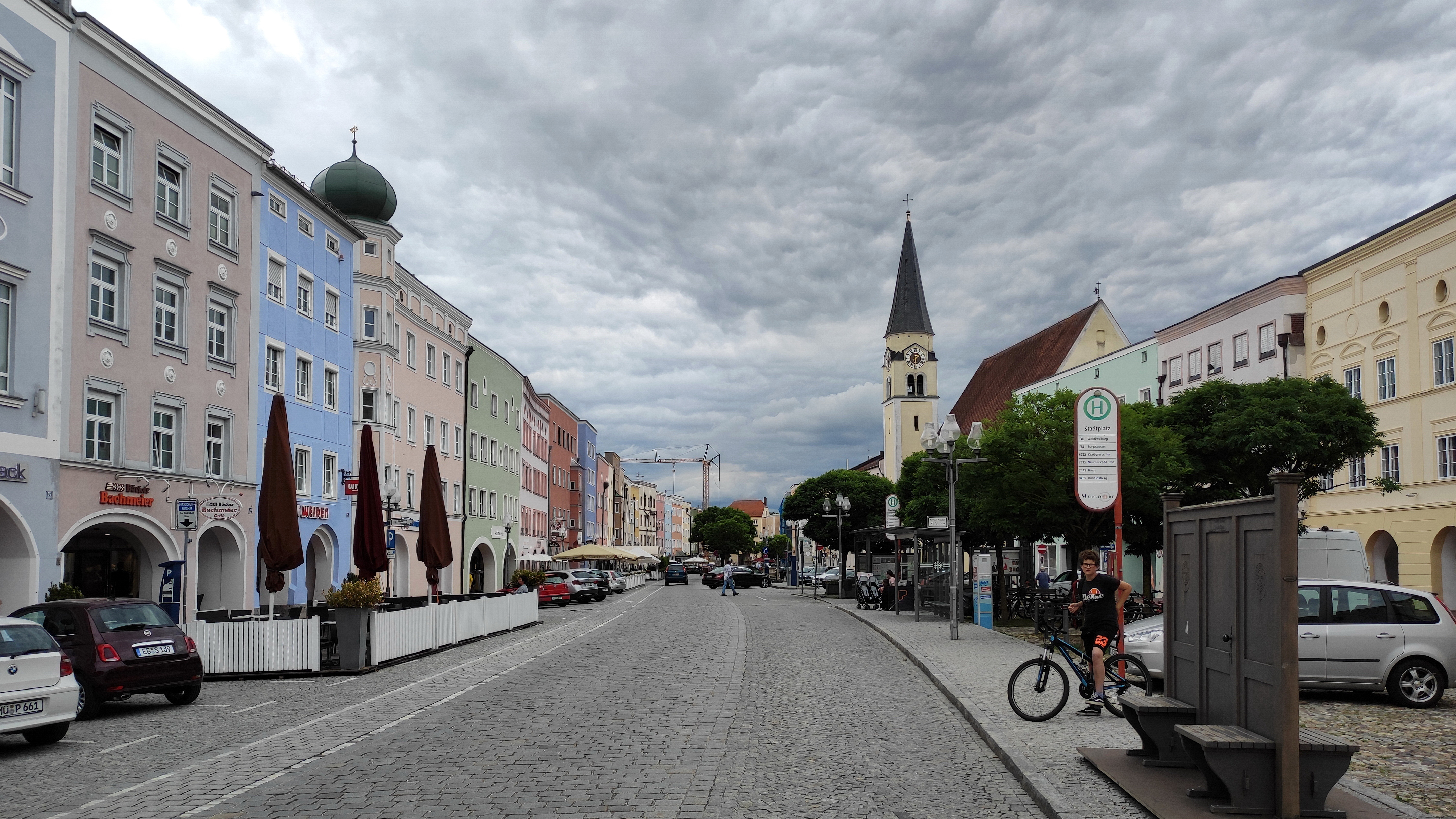
Stadtplatz in Mühldorf am Inn

Auf dieser Seite sind die Baudenkmäler in der oberbayerischen Stadt Mühldorf am Inn zusammengestellt. Diese Tabelle ist eine Teilliste der Liste der Baudenkmäler in Bayern. Grundlage ist die Bayerische Denkmalliste, die auf Basis des Bayerischen Denkmalschutzgesetzes vom 1. Oktober 1973 erstmals erstellt wurde und seither durch das Bayerische Landesamt für Denkmalpflege geführt wird. Die folgenden Angaben ersetzen nicht die rechtsverbindliche Auskunft der Denkmalschutzbehörde.

## Ensembles

### Ensemble Altstadt Mühldorf am Inn
Die Siedlung wird im 10. Jahrhundert als Stadt unter Salzburger Herrschaft genannt, doch wurde der Inn-Übergang, dem sie ihre Entstehung verdankt, bereits in provinzialrömischer Zeit benutzt. Wohl im 13. Jahrhundert fand Mühldorf seine Grundrissgestalt innerhalb eines Innbogens, gleichsam in Halbinsellage. Diese Gestalt ergibt sich aus der Funktion der Stadt als Handels-, Stapel- und Umschlagplatz am Inn, der ehemals einer blühenden, dem Fernhandel über die Alpen dienenden Schifffahrt diente.

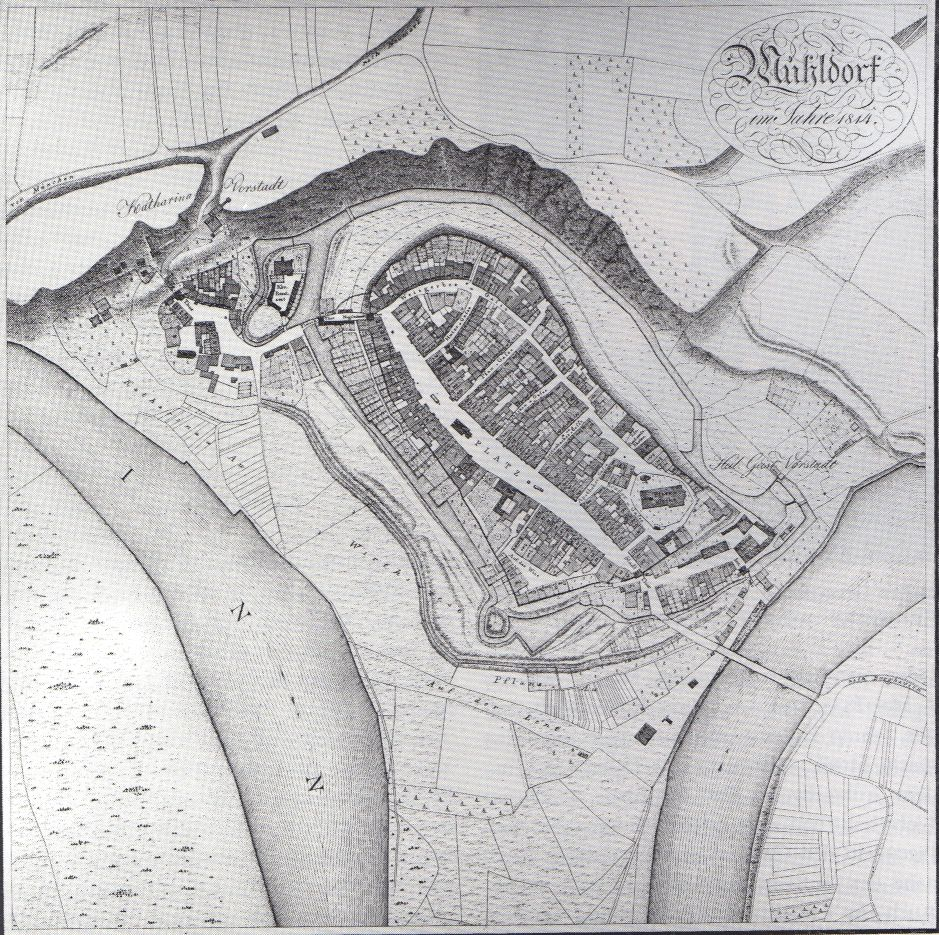
Flurkarte von 1814

Der dominierende, in fast 500 m Länge durch das gesamte Stadtoval vom Münchner- zum Brückentor in leichter Windung sich auf dem Flussufer hinziehende Straßenzug ist der Stadtplatz. Er bot die notwendigen Flächen für die Lagerung der Frachten und den Marktverkehr in der befestigten Stadt. Er teilt sie darüber hinaus in eine südwestliche schmale und eine nordöstliche tiefere, bis zum Fuß des Hochufers vorstoßende Stadthälfte. Letztere wird rippenartig durch sieben alte Handwerkergassen und eine parallel zur ehemals Stadtmauer geführte Längsverbindung sowie den betont vom Marktverkehr abgerückten Kirchenplatz mit der Pfarrkirche erschlossen, während die schmale Hälfte fast gänzlich von sehr tiefen, bis an die ehemals Mauer grenzenden Grundstücken besetzt wird und nur im unteren Teil einen kleinen Platz, Auf der Wiese, aufweist.
Nahezu völlig geschlossen umbaut mit meist viergeschossigen, zum großen Teil dem Spätmittelalter entstammenden Bürgerhäusern, die sich mit schmalen Fassaden über etwa 90 sehr tiefen Grundstücken erheben, ist der Stadtplatz. Die Häuser gehören fast ausschließlich einem historischen Typ des Bürgerhauses, dem Grabendachhaus, an, das sich als städtische Gattung des alpenländischen Flachgiebelhauses in den Inn-/Salzachstädten entwickelt hat. Die geschlossene Bauweise, die Horizontalen der die Giebel bzw. die Grabendächer verdeckenden sogenannten Vorschussmauern, die langen Folgen von Straßenlauben, schaffen einheitliche Platzwände, die darüber hinaus an den Enden durch Tore abgeriegelt sind und auch an den Gasseneinmündungen infolge starker Verengungen und überbrückender Schwibbögen kaum merkliche Öffnungen erfahren. Auch das Rathaus, aus drei mittelalterlichen Bürgerhäusern zusammengezogen, ordnet einer Längsseite in die Flucht der Bürgerhausfassaden einschließt. –

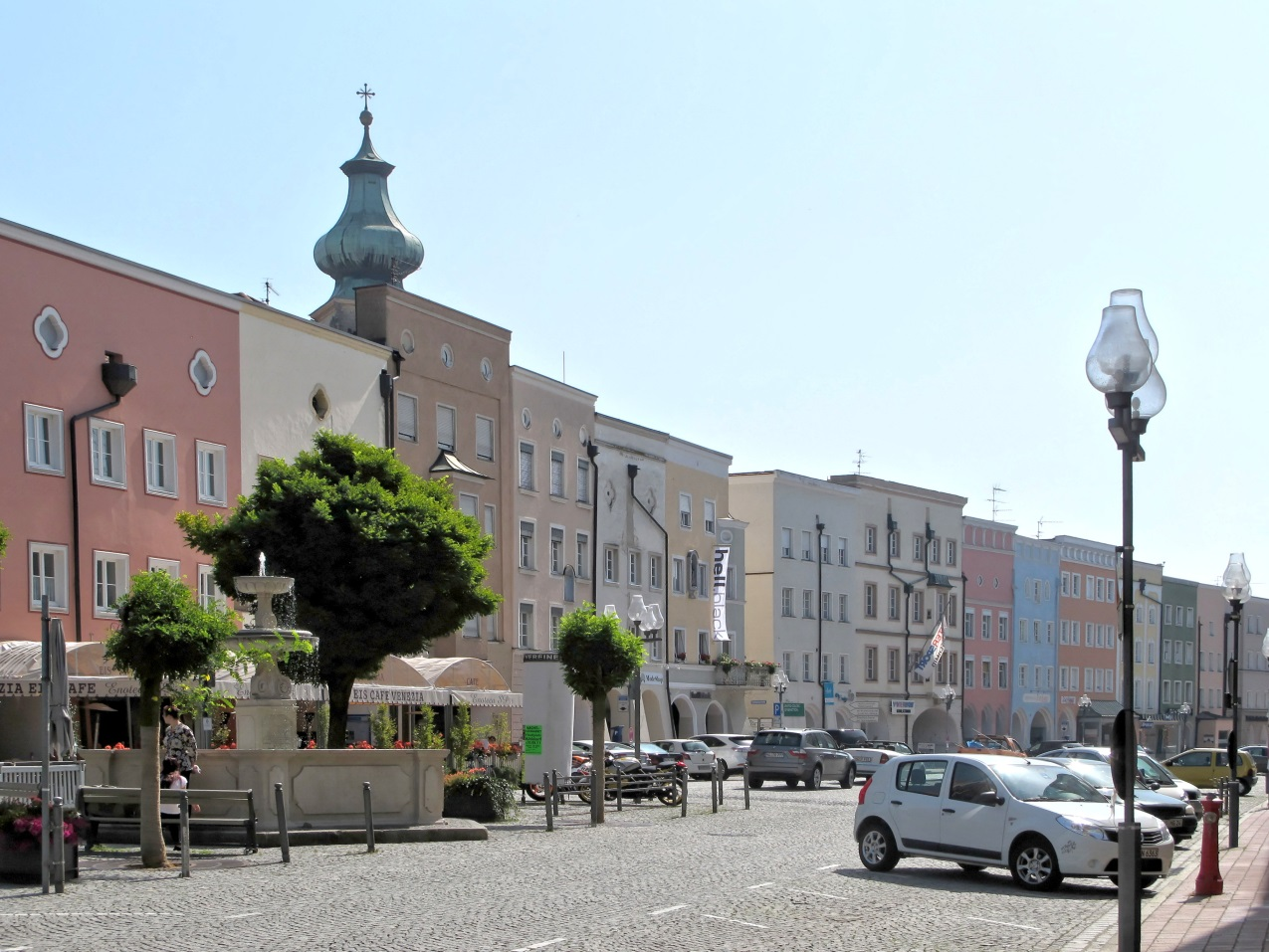
Stadtplatz

In den Handwerkergassen, auch diese geschlossen bebaut, treten kleinere, niedrigere Bürgerhäuser auf, doch herrscht auch hier das Grabendachhaus weithin noch vor.
Der Kirchenplatz, der sich in der östlichen Spitze der größeren Stadthälfte etwa ringförmig um die bis auf das 10. Jahrhundert zurückgehende Pfarrkirche legt und von kleineren Wohnhäusern, dem spätmittelalterlichen Pfarrhof mit seinem Garten und den großen Neubauten des Caritasheims umbaut ist, bezeichnet in seiner Ausdehnung den 1891 aufgelassenen alten Friedhof. In diesem Bereich, westlich des Kirchenplatzes, hatte sich mit zwei monumentalen Zehentkasten-Gebäuden des 16. Jahrhunderts und der spätmittelalterlichen Fronfeste auch die salzburgische Verwaltung niedergelassen. Mühldorf blieb bis 1802 eine häufig von den bayerischen Herzögen angegriffene, gut befestigte Enklave des Erzstifts Salzburg im Territorialstaat der Wittelsbacher, hat seine Ummauerung aber fast ganz verloren.
Dem Ensemble sind auch die beiden historischen Vorstädte zugezählt, die Spitalvorstadt im Süden mit der barocken Spitalgasse, dem Hl. Geist-Spital und der Brückenstraße, und die Katharinenvorstadt im Nordwesten, die sich vom Münchner Tor bis zum ehemaligen Bergtor (vor Katharinenplatz 38) hinzieht. Letzterer ist ein mittelalterlicher Straßenzug, der in seinem mittleren Teil die geschlossene Bebauung, wie Merian sie zeigt, verloren hat, jedoch das Pflegschloss von 1539 (Finanzamt) die kleine Platzausweitung vor der zurückgesetzten mittelalterlichen Katharinenkirche und einige wirkungsvolle historische Fassadenreihungen im inneren wie im äußeren Teil noch aufweist.
Hinsichtlich der Umgebung des Stadtdenkmals Mühldorf kommt dem bewaldeten Hochuferhang nördlich der Straße Am Stadtwall als Schirm gegen die neueren Stadtteile auf dem Stadtberg besondere Bedeutung zu.
Aktennummer: E-1-83-128-1

## Baudenkmäler nach Ortsteilen

### Mühldorf
| Lage                                                                          | Objekt                                                                                  | Beschreibung | Akten-Nr.      | Bild                                                                   |
| ----------------------------------------------------------------------------- | --------------------------------------------------------------------------------------- | --- | -------------- | ---------------------------------------------------------------------- |
| Altmühldorfer Feld (Standort)                                                 | Grenzstein Nr. 8 (Nord)                                                                 | des ehemaligen Burgfriedens der Stadt Mühldorf am Inn, gesetzt 1664/65 | D-1-83-128-225 | Grenzstein Nr. 8 (Nord)                                                |
| Altöttinger Straße 2 (Standort)                                               | Villa                                                                                   | zweigeschossiger Walmdachbau mit neubarocken Zwerchgiebeln, Anfang 20. Jahrhundert | D-1-83-128-1   | Villa                                                                  |
| Am Industriepark 21 (Standort)                                                | Grenzstein Nr. 16 (Nord)                                                                | des ehemaligen Burgfriedens der Stadt Mühldorf am Inn, gesetzt 1664/65 | D-1-83-128-233 | Grenzstein Nr. 16 (Nord)                                               |
| Am Kellerberg 9 (Standort)                                                    | Ehemals Kreiswinterschule                                                               | mit hohem Erdgeschoss, Krüppelwalmdach mit Zwerchhaus und Dachhäuschen, nach Plänen von Professor Fritz Jummerspach (München), erbaut 1907 | D-1-83-128-172 | weitere Bilder                                                         |
| Am Stadtwall 15 (Standort)                                                    | Wasserpumpwerk                                                                          | erdgeschossiger Walmdachbau mit risalitartigem Anbau an der Rückseite, erbaut 1904/05 | D-1-83-128-2   | Wasserpumpwerk                                                         |
| Am Stadtwall 16; Weißgerberstraße 15 (Standort)                               | Wohnhaus                                                                                | dreigeschossiger Grabendachbau mit Vorschussmauer, Flur im Erdgeschoss tonnengewölbt, 17./18. Jahrhundert | D-1-83-128-187 | Wohnhaus                                                               |
| Am Wasserturm 3 (Standort)                                                    | Wasserturm                                                                              | hoher Rundbau, Rundbogenfries, Wetterfahne bezeichnet 1904 | D-1-83-128-52  | weitere Bilder                                                         |
| Äußere Neumarkter Straße 43 (Standort)                                        | Grenzstein Nr. 15 (Nord)                                                                | des ehemaligen Burgfriedens der Stadt Mühldorf am Inn, gesetzt 1664/65 | D-1-83-128-232 | BW                                                                     |
| Birkenstraße (Standort)                                                       | Grenzstein Nr. 2 (Süd)                                                                  | des ehemaligen Burgfriedens der Stadt Mühldorf am Inn, gesetzt 1664/65; nicht mehr am originalen Standort | D-1-83-128-245 | Grenzstein Nr. 2 (Süd)                                                 |
| Bräugasse 6 (Standort)                                                        | Wohnhaus                                                                                | breiter dreigeschossiger Bau mit Vorschussmauer, im Erdgeschoss teilweise gewölbt, wohl 18. Jahrhundert | D-1-83-128-9   | Wohnhaus                                                               |
| Bräugasse 7 (Standort)                                                        | Wohnhaus                                                                                | zweigeschossig, mit flachem Kastenerker, Satteldach und ausgebautem Dachgeschoss, im Kern 16./17. Jahrhundert | D-1-83-128-10  | Wohnhaus                                                               |
| Bräugasse 9 (Standort)                                                        | Wohnhaus                                                                                | zweigeschossig, mit hoher Vorschussmauer, Fassade um eine Achse vorspringend, im Kern wohl 17. Jahrhundert | D-1-83-128-11  | Wohnhaus                                                               |
| Bräugasse 10 (Standort)                                                       | Wohnhaus                                                                                | zweigeschossig, mit Toreinfahrt, Vorschussmauer und Grabendach, 17./18. Jahrhundert | D-1-83-128-12  | Wohnhaus                                                               |
| Bräugasse 11 (Standort)                                                       | Wohnhaus                                                                                | zweigeschossig, mit Vorschussmauer, Flur im Erdgeschoss tonnengewölbt, im Kern 17./18. Jahrhundert im Kern wohl noch 18. Jahrhundert | D-1-83-128-13  | Wohnhaus                                                               |
| Bräugasse 12 (Standort)                                                       | Wohnhaus                                                                                | ursprünglich zwei-, jetzt dreigeschossig, mit Vorschussmauer, im Kern wohl noch 18. Jahrhundert. | D-1-83-128-14  | Wohnhaus                                                               |
| Bräugasse 13 (Standort)                                                       | Wohnhaus                                                                                | zweigeschossig, ausgebautes Dachgeschoss, tonnengewölbte Durchfahrt, wohl 18. Jahrhundert | D-1-83-128-15  | Wohnhaus                                                               |
| Bräugasse 14 (Standort)                                                       | Wohnhaus                                                                                | zweigeschossig, mit stichbogiger Einfahrt und hoher Vorschussmauer, 18./19. Jahrhundert | D-1-83-128-16  | Wohnhaus                                                               |
| Bräugasse 15 (Standort)                                                       | Wohnhaus                                                                                | zweigeschossig, mit Vorschussmauer, Flur im Erdgeschoss tonnengewölbt, wohl 18. Jahrhundert | D-1-83-128-17  | Wohnhaus                                                               |
| Bräugasse 20 (Standort)                                                       | Wohnhaus                                                                                | dreigeschossiges Eckhaus in Neurenaissanceformen, mit Treppengiebel, schmiedeeisernem Balkon und Eckerkertürmchen, letztes Viertel 19. Jahrhundert | D-1-83-128-18  | weitere Bilder                                                         |
| Bräugasse 32 (Standort)                                                       | Wohnhaus                                                                                | zweigeschossiger Satteldachbau, 19. Jahrhundert; an der Ostseite an die Stadtmauer angebaut | D-1-83-128-20  | Wohnhaus                                                               |
| Bräugasse; Daxenbergergasse; Huterergasse; Kirchengasse (Standort)            | Schwibbögen                                                                             | an der Einmündung der Huterergasse, Bräugasse, Daxenbergergasse und Kirchgasse, 16.–19. Jahrhundert | D-1-83-128-167 | Schwibbögen                                                            |
| Brückenstraße 1 (Standort)                                                    | Wohnhaus                                                                                | dreigeschossiger Putzbau, an das Altöttinger Tor angebaut, im Kern 17./18. Jahrhundert | D-1-83-128-23  | Wohnhaus                                                               |
| Brückenstraße 4 (Standort)                                                    | Wohnhaus                                                                                | zweigeschossig mit befenstertem Kniestock und Walmdach, zwei polygonale Eckerker, erbaut 1921 | D-1-83-128-24  | weitere Bilder                                                         |
| Brückenstraße 6 (Standort)                                                    | Wohnhaus                                                                                | zweigeschossig mit befenstertem Kniestock und flachem Walmdach, stichbogige Tür- und Fensteröffnungen, 3. Viertel 19. Jahrhundert | D-1-83-128-25  | Wohnhaus                                                               |
| Daxenbergergasse 3 (Standort)                                                 | Wohnhaus                                                                                | dreigeschossiger traufständiger Satteldachbau, mit zweistöckigem Bodenerker mit Spionen, Erdgeschoss gewölbt, im Kern 16./17. Jahrhundert Erdgeschoss rustiziert, Bodenerker mit Spionen, verzierte Regenrinnentöpfe, im Kern 17./18. Jahrhundert | D-1-83-128-28  | Wohnhaus                                                               |
| Daxenbergergasse 4 (Standort)                                                 | Wohnhaus                                                                                | dreigeschossiger traufständiger Satteldachbau, Erdgeschoss rustiziert, Bodenerker mit Spionen, verzierte Regenrinnentöpfe, im Kern 17./18. Jh. | D-1-83-128-29  | BW                                                                     |
| Daxenbergergasse 5 (Standort)                                                 | Wohnhaus                                                                                | dreigeschossiger Grabendachbau mit Vorschussmauer, Giebelzone verziert, Erdgeschoss tonnengewölbt, im Kern 16./17. Jahrhundert | D-1-83-128-30  | Wohnhaus                                                               |
| Daxenbergergasse 10 (Standort)                                                | Wohnhaus                                                                                | zweigeschossig mit Vorschussmauer, Fassade mit grobem Rieselputz, im Kern wohl noch 18. Jahrhundert | D-1-83-128-32  | Wohnhaus                                                               |
| Daxenbergergasse 12 (Standort)                                                | Wohnhaus                                                                                | zweigeschossiger Grabendachbau mit Vorschussmauer, Spion und verziertem Regenrinnentopf, im Kern 17./18. Jahrhundert, sonst wohl 19. Jahrhundert | D-1-83-128-33  | Wohnhaus                                                               |
| Der Annabrunner Überfuhrweg (Standort)                                        | Grenzstein Nr. 26 (Süd)                                                                 | des ehemaligen Burgfriedens der Stadt Mühldorf am Inn, gesetzt 1664/65 | D-1-83-128-263 | Grenzstein Nr. 26 (Süd)                                                |
| Eichkapellenstraße (Standort)                                                 | Grenzstein Nr. 22 (Nord)                                                                | des ehemaligen Burgfriedens der Stadt Mühldorf am Inn, gesetzt 1664/65 | D-1-83-128-242 | weitere Bilder                                                         |
| Fragnergasse 3 (Standort)                                                     | Ehemals Haberkasten                                                                     | stattlicher dreigeschossiger Bau mit Halbwalmdach, im Kern 1427/30 (dendrochronologisch datiert), sonst nach Umbau des 20. Jahrhunderts; rückwärts an die Stadtmauer angebaut. (Geschütztes Kulturgut) | D-1-83-128-37  | weitere Bilder                                                         |
| Fragnergasse 5 (Standort)                                                     | Ehemals Kornkasten, jetzt Stadtbücherei                                                 | stattlicher dreigeschossiger Bau mit Halbwalmdach, im Kern 15. Jahrhundert, im Inneren eine Holzstütze, bezeichnet 1614, Umbau um 1980; rückwärts an die Stadtmauer angebaut; Verbindungsmauer zwischen den beiden ehemaligen Kästen Fragnergasse 3 und 5. (Geschütztes Kulturgut) | D-1-83-128-38  | weitere Bilder                                                         |
| Friedhofstraße 39 (Standort)                                                  | Städtischer Friedhof                                                                    | Städtischer Friedhof, angelegt 2. Hälfte 19. Jahrhundert, Einfriedungsmauer aus unverputztem Ziegelmauerwerk, an vier Seiten eines Quadrats umlaufender Arkadengang mit gusseisernen Stützen; Gruftgrabstätten von besonderer Bedeutung; An der Westwand Nr. 6, 10, 11, 13, 14, 16, 17, 21, 22, 23; An der Nordwand Daxenberger Kapelle, Nr. 36, 37, 42; An der Ostwand Nr. 46, 47, 53, 54, 58, 59, 60, 63, 65, 66, 67, 69 und an der Südwand Nr. 71, 72, 73, 80, 81, 83, 84; im Feld weitere Grabstätten des 19. Jahrhunderts und frühen 20. Jahrhunderts | D-1-83-128-39  | BW                                                                     |
| Füchslin (Standort)                                                           | Grenzstein Nr. 9 (Nord)                                                                 | des ehemaligen Burgfriedens der Stadt Mühldorf am Inn, gesetzt 1664/65 | D-1-83-128-226 | Grenzstein Nr. 9 (Nord)                                                |
| Goethestraße 23 (Standort)                                                    | Villa                                                                                   | eingeschossiger Bau mit Mansardwalmdach, symmetrische Fassadengliederung mit polygonalen Ecksteherkern, Anfang 20. Jahrhundert | D-1-83-128-40  | Villa                                                                  |
| Hammer (Standort)                                                             | Grenzstein Nr. 10 (Süd)                                                                 | des ehemaligen Burgfriedens der Stadt Mühldorf am Inn, gesetzt 1664/65; nicht mehr am originalen Standort (teilweise im Gebiet der Gemeinde Polling) | D-1-83-136-65  | Grenzstein Nr. 10 (Süd)                                                |
| Hammer 2 (Standort)                                                           | Grenzstein Nr. 9 (Süd)                                                                  | des ehemaligen Burgfriedens der Stadt Mühldorf am Inn, gesetzt 1664/65 (teilweise im Gebiet der Gemeinde Polling) | D-1-83-128-250 | Grenzstein Nr. 9 (Süd)                                                 |
| Hammer 4 (Standort)                                                           | Grenzstein Nr. 11 (Süd)                                                                 | des ehemaligen Burgfriedens der Stadt Mühldorf am Inn, gesetzt 1664/65 (teilweise im Gebiet der Gemeinde Polling) | D-1-83-128-251 | Grenzstein Nr. 11 (Süd)                                                |
| Hartfeld (Standort)                                                           | Grenzstein Nr. 19 (Nord)                                                                | des ehemaligen Burgfriedens der Stadt Mühldorf am Inn, gesetzt 1664/65 | D-1-83-128-236 | Grenzstein Nr. 19 (Nord)                                               |
| Harthauser Straße (Standort)                                                  | Bildstock                                                                               | barocker Putzbau mit vergitterter Nische und Zeltdach, wohl 18. Jahrhundert | D-1-83-128-41  | BW                                                                     |
| Huterergasse 4 (Standort)                                                     | Wohnhaus                                                                                | zweigeschossig mit Kniestock und Vorschussmauer, im Kern 17./18. Jahrhundert, renoviert 1978 | D-1-83-128-43  | Wohnhaus                                                               |
| Huterergasse 6 (Standort)                                                     | Wohnhaus                                                                                | zweigeschossig, mit Vorschussmauer, im Kern 17./18. Jahrhundert | D-1-83-128-44  | Wohnhaus                                                               |
| Huterergasse 8 (Standort)                                                     | Wohnhaus                                                                                | dreigeschossig, ausgebautes Dachgeschoss, im Kern 18./19. Jahrhundert | D-1-83-128-45  | Wohnhaus                                                               |
| Huterergasse 10 (Standort)                                                    | Wohnhaus                                                                                | zweigeschossig, ausgebautes Dachgeschoss, Vorschussmauer, im Kern 17./18. Jahrhundert, durchgreifend renoviert um 1977 | D-1-83-128-47  | Wohnhaus                                                               |
| Huterergasse 11 (Standort)                                                    | Wohnhaus                                                                                | dreigeschossig, geschweifter Knickgiebel, im Kern 17./18. Jahrhundert, durchgreifend renoviert um 1977 | D-1-83-128-46  | Wohnhaus                                                               |
| Huterergasse 12 (Standort)                                                    | Wohnhaus                                                                                | dreigeschossig, Vorschussmauer, 18./19. Jahrhundert | D-1-83-128-48  | Wohnhaus                                                               |
| Innere Neumarkter Straße 1 (Standort)                                         | Dreigeschossiges Eckhaus                                                                | mit Putzgliederungen und Mansardwalmdach, Ecken durch Erkerturm und Risalite betont, Fassadendekor in Neurenaissanceformen, um 1900 | D-1-83-128-220 | weitere Bilder                                                         |
| Innere Neumarkter Straße 44 (Standort)                                        | Zugehöriger Bundwerkstadel                                                              | zweitennig, mit Gitterbundwerkstreifen am Ostgiebel, um 1850/60 | D-1-83-128-53  | BW                                                                     |
| Innzipfel (Standort)                                                          | Grenzstein Nr. 22 (Süd)                                                                 | des ehemaligen Burgfriedens der Stadt Mühldorf am Inn, gesetzt 1664/65 | D-1-83-128-259 | Grenzstein Nr. 22 (Süd)                                                |
| Innzipfel (Standort)                                                          | Grenzstein Nr. 24 (Süd)                                                                 | des ehemaligen Burgfriedens der Stadt Mühldorf am Inn, gesetzt 1664/65 | D-1-83-128-261 | Grenzstein Nr. 24 (Süd)                                                |
| Katharinenplatz (Standort)                                                    | Brunnen                                                                                 | Rotmarmorgrand, bezeichnet 1726, mittig Steinfigur auf Pfeiler, 18. Jahrhundert | D-1-83-128-66  | weitere Bilder                                                         |
| Katharinenplatz 10 (Standort)                                                 | Wohn- und Geschäftshaus                                                                 | dreigeschossiger Mansarddachbau, mit Ecktürmchen und zweistöckigem Erker, Fassade spätklassizistisch, Ende 19. Jahrhundert | D-1-83-128-55  | weitere Bilder                                                         |
| Katharinenplatz 16 (Standort)                                                 | Ehemals Fürstbischöfliches Pflegschloss, dann kgl. bayerisches Rentamt, jetzt Finanzamt | dreigeschossig, hohes Walmdach, erbaut laut Bauinschrifttafel unter Kardinal Matthäus Lang von Wellenburg im Jahr 1539. (Geschütztes Kulturgut) | D-1-83-128-56  | weitere Bilder                                                         |
| Katharinenplatz 24 (Standort)                                                 | Wohnhaus                                                                                | viergeschossig, mit getrepptem Giebel, Durchfahrt mit Stichkappentonne, im Kern 16. Jahrhundert | D-1-83-128-59  | Wohnhaus                                                               |
| Katharinenplatz 25 (Standort)                                                 | Wohnhaus                                                                                | breit gelagerter, zweigeschossiger Massivbau mit flach geneigtem Satteldach, wohl 1. Hälfte 19. Jahrhundert | D-1-83-128-60  | Wohnhaus                                                               |
| Katharinenplatz 28 (Standort)                                                 | Wohnhaus                                                                                | viergeschossiger Satteldachbau, mit zweistöckigem Bodenerker und gewölbtem Erdgeschoss, im Kern 18. Jahrhundert | D-1-83-128-61  | Wohnhaus                                                               |
| Katharinenplatz 30 (Standort)                                                 | Wohnhaus                                                                                | viergeschossiger Massivbau mit Treppengiebel, 19. Jahrhundert | D-1-83-128-62  | Wohnhaus                                                               |
| Katharinenplatz 32; Katharinenplatz 34; Katharinenplatz 46 (Standort)         | Wohnhaus                                                                                | dreigeschossiger Massivbau mit gewölbtem Erdgeschoss, geschweiftem Knickgiebel und Kastenerker, wohl 18. Jahrhundert | D-1-83-128-63  | Wohnhaus                                                               |
| Katharinenplatz 43 (Standort)                                                 | Katholische Kirche St. Katharina                                                        | Vorstadtkirche und ehemaliger Altmühldorfer Pfarrsitz, einschiffige spätgotische Saalkirche, 2. Hälfte 15. Jahrhundert, barockisiert 1756; mit Ausstattung; um die Kirche früher der Pestfriedhof | D-1-83-128-64  | weitere Bilder                                                         |
| Katharinenplatz 55 (Standort)                                                 | Wohnhaus                                                                                | zweigeschossiger Grabendachbau mit Vorschussmauer und je einem Steherker an der Straßen- und der Rückseite, im Kern 18. Jahrhundert | D-1-83-128-65  | Wohnhaus                                                               |
| Kirchenplatz 12; Stadtplatz 79 (Standort)                                     | Wohnhaus                                                                                | dreigeschossiges Eckhaus mit Satteldach und Vorschussmauer, erdgeschossige Laube flach gedeckt, mit Spion an leicht zurücktretender Fassade, im Kern wohl 17. Jahrhundert | D-1-83-128-157 | Wohnhaus                                                               |
| Kirchenplatz 20 (Standort)                                                    | Katholischer Pfarrhof                                                                   | dreigeschossiger Satteldachbau, mit Treppengiebeln, oberer Abschlussmauer mit Blendarkaden und turmartigen Eckaufsätzen, 3. Viertel 16. Jahrhundert; Befestigungsturm, im Kern 15. Jahrhundert; mit historischer Ausstattung. (Geschütztes Kulturgut) | D-1-83-128-71  | weitere Bilder                                                         |
| Kirchenplatz 22 (Standort)                                                    | Katholische Stadtpfarrkirche St. Nikolaus                                               | Tuffquaderbau, im Kern spätgotische Wandpfeilerkirche mit Westturm und eingezogenem Chor, Turm und Vorhallenportal nach 1285, Chor 1432–43, Langhaus von Franz Alois Mayr, Wolfgang Hagenauer und Joseph Lindtmayr, von 1769–1775, barocke Zwiebelhaube von Wolfgang Hagenauer, um 1764; mit Ausstattung | D-1-83-128-72  | weitere Bilder                                                         |
| Kirchenplatz 24 (Standort)                                                    | Katholische Kapelle St. Johann Baptist                                                  | zweigeschossiger frühgotischer Zentralbau, Mitte 14. Jahrhundert, Chor bezeichnet 1450, neugotische Überformung des Baus und Turm 188085; mit Ausstattung. (Geschütztes Kulturgut) | D-1-83-128-73  | weitere Bilder                                                         |
| Langwiesen (Standort)                                                         | Grenzstein Nr. 8 (Süd)                                                                  | des ehemaligen Burgfriedens der Stadt Mühldorf am Inn, gesetzt 1664/65 (teilweise im Gebiet der Gemeinde Polling) | D-1-83-128-249 | Grenzstein Nr. 8 (Süd)                                                 |
| Ledererstraße 1 (Standort)                                                    | Wohnhaus                                                                                | dreigeschossiger Satteldachbau mit Vorschussmauer, tonnengewölbte Durchfahrt, Ladenraum mit Stichkappentonne, im Kern wohl noch 17. Jahrhundert | D-1-83-128-75  | Wohnhaus                                                               |
| Ledererstraße 1a; Stadtplatz 49 (Standort)                                    | Wohnhaus                                                                                | dreigeschossiges Eckhaus mit Grabendach und Vorschussmauer, erdgeschossige Lauben mit spätgotischen Kreuzrippengewölben und einer Rotmarmorplatte im Pflaster, im Erdgeschoss gewölbte Räume, um 1500; Hofflügel, viergeschossig, durchbrochene Balustrade, 2. Hälfte 16. Jahrhundert; Rückgebäude, dreigeschossig, 17./18. Jahrhundert Kern wohl 18. Jahrhundert | D-1-83-128-132 | Wohnhaus                                                               |
| Ledererstraße 2 (Standort)                                                    | Wohnhaus                                                                                | dreigeschossiger Satteldachbau mit Vorschussmauer, im Kern wohl 18. Jahrhundert. | D-1-83-128-76  | Wohnhaus                                                               |
| Ledererstraße 3 (Standort)                                                    | Wohnhaus                                                                                | stattlicher dreigeschossiger Bau mit Treppengiebel und Satteldach, tonnengewölbte Durchfahrt, 17./18. Jahrhundert | D-1-83-128-77  | Wohnhaus                                                               |
| Ledererstraße 4 (Standort)                                                    | Wohnhaus                                                                                | dreigeschossiger Bau mit Pultdach, Fassade um eine Fensterachse vorspringend, im Kern wohl 18. Jahrhundert | D-1-83-128-78  | Wohnhaus                                                               |
| Ledererstraße 11 (Standort)                                                   | Wohnhaus                                                                                | stattliches viergeschossiges Eckhaus mit neubarockem geschweiftem Knickgiebel und Kastenerker mit Spionen, an der Ostseite angesetzter Stützpfeiler, Anfang 20. Jahrhundert | D-1-83-128-79  | Wohnhaus                                                               |
| Ledererstraße 12 (Standort)                                                   | Wohnhaus                                                                                | dreigeschossiger Satteldachbau mit Vorschussmauer, Fassade mit leichtem Versprung und Spionen, im Kern wohl 1. Hälfte 17. Jahrhundert | D-1-83-128-269 | Wohnhaus                                                               |
| Ledererstraße 13 (Standort)                                                   | Wohnhaus                                                                                | dreigeschossiges Eckhaus mit Satteldach und abgemauertem Kastenerker, im Kern 17./18. Jahrhundert | D-1-83-128-80  | Wohnhaus                                                               |
| Lohmühle 16 (Standort)                                                        | Grenzstein Nr. 3 (Süd)                                                                  | des ehemaligen Burgfriedens der Stadt Mühldorf am Inn, gesetzt 1664/65 | D-1-83-128-246 | Grenzstein Nr. 3 (Süd)                                                 |
| Luitpoldallee 23 (Standort)                                                   | Knabenschulhaus                                                                         | großer zweigeschossiger Bau mit zwei Flügelbauten, Walmdächern, zwei geschweiften Knickgiebeln und zwei Dachreitern, erbaut 1909 nach Plänen von Bezirksbaumeister Andreas Wallenreuther (Mühldorf am Inn), nach Brand um 1978/80 durchgreifend saniert | D-1-83-128-81  | weitere Bilder                                                         |
| Mühlenstraße 17 (Standort)                                                    | Siloturm der Walzmühle Mühldorf am Inn                                                  | mehrgeschossiger Bau mit Mansardwalmdach und Dachreiter, um 1920/30 | D-1-83-128-82  | Siloturm der Walzmühle Mühldorf am Inn                                 |
| Münchener Straße 1 (Standort)                                                 | Ehemals Bayerisches Forstamt                                                            | zweigeschossig, Zierfachwerk, Krüppelwalm und Satteldach, Nagelfluhsockel, stuckierte Portale, erbaut 1903 | D-1-83-128-83  | Ehemals Bayerisches Forstamt                                           |
| Münchener Straße 9 (Standort)                                                 | Villa                                                                                   | zweigeschossiger Walmdachbau über hohem Sockelgeschoss mit weitem Traufüberstand, Mittelrisalit, Quergiebel und Putzgliederungen, rückwärtig mit zwei polygonalen Eckerkern, Balkon auf ionischen Säulen und Terrasse mit Brüstung, 1921; Garagengebäude, erdgeschossiger Walmdachbau, gleichzeitig; Einfriedung, gleichzeitig. | D-1-83-128-308 | weitere Bilder                                                         |
| Münchener Straße 17 (Standort)                                                | Villa                                                                                   | zweigeschossiger Bau über hohem Sockelgeschoss mit Sohlbankgesims und Terrasse, Zeltdach mit weitem Überstand und Gauben, ostseitig mit eingeschossigem Anbau, um 1920; Garage, erdgeschossiger Walmdachbau, gleichzeitig. | D-1-83-128-84  | Villa                                                                  |
| Nagelschmiedgasse 3 (Standort)                                                | Wohnhaus                                                                                | dreigeschossiger Satteldachbau mit starken Umfassungsmauern, gemauerter Torbogen, im Kern 17. Jahrhundert; rückwärts an die Stadtmauer angebaut | D-1-83-128-86  | weitere Bilder                                                         |
| Nagelschmiedgasse 12 (Standort)                                               | Wohnhaus                                                                                | dreigeschossiger giebelständiger Satteldachbau, im Kern 17./18. Jahrhundert | D-1-83-128-88  | weitere Bilder                                                         |
| Nagelschmiedgasse 13 (Standort)                                               | Wohnhaus                                                                                | zweigeschossiges Eckhaus mit Satteldach und Vorschussgiebel, mit gewölbtem Fletz und altem Treppenaufgang, im Kern 16. Jahrhundert | D-1-83-128-89  | weitere Bilder                                                         |
| Nähe Ahamer Straße (Standort)                                                 | KZ-Friedhof                                                                             | angelegt unter der amerikanischen Militärregierung im Mai/Juni 1945 für Opfer aus den KZ-Außenlagern um Mühldorf, 1959 zur parkartigen Grab- und Gedächtnisstätte umgestaltet, mit unregelmäßig gesetzten Grabkreuzen und Grabstelen, Gedenkstein und im darauf zuführenden Weg eingelassener Inschriftplatte | D-1-83-128-300 | KZ-Friedhof                                                            |
| Nähe Annabrunn (Standort)                                                     | Grenzstein Nr. 19 (Süd)                                                                 | des ehemaligen Burgfriedens der Stadt Mühldorf am Inn, gesetzt 1664/65 (teilweise im Gebiet der Gemeinde Polling) | D-1-83-136-67  | Grenzstein Nr. 19 (Süd)                                                |
| Nähe Annabrunn (Standort)                                                     | Grenzstein Nr. 20 (Süd)                                                                 | des ehemaligen Burgfriedens der Stadt Mühldorf am Inn, gesetzt 1664/65 (teilweise im Gebiet der Gemeinde Polling) | D-1-83-136-68  | Grenzstein Nr. 20 (Süd)                                                |
| Nähe Der Wildbach / Altöttinger Straße (Standort)                             | Grenzstein Nr. 1 (Süd)                                                                  | des ehemaligen Burgfriedens der Stadt Mühldorf am Inn, gesetzt 1664/65; nicht mehr am originalen Standort | D-1-83-128-244 | Grenzstein Nr. 1 (Süd)                                                 |
| Nähe Eichkapellenstraße (Standort)                                            | Katholische Maria-Eich-Kapelle                                                          | barocker Zentralbau als Dreikonchenanlage mit Westturm, 1698/99 von Cristophorus Zuccalli; mit Ausstattung | D-1-83-128-35  | weitere Bilder                                                         |
| Nähe Fragnergasse (Standort)                                                  | Stadtbefestigung                                                                        | Die Stadt war von einer Ringmauer mit Tortürmen im Nordosten und Südwesten sowie einem Graben umgeben; befestigt war sie wohl schon im 10. Jahrhundert. Die erhaltenen Reste der aus Tuffsteinquadern errichteten Ringmauer stammen überwiegend aus dem 14. Jahrhundert; 1532 fanden größere Ausbesserungen statt. Seit 1808 wurde die Befestigung zum großen Teil abgetragen, der Wiesturm an der Südwestecke 1810, 1835–37 wurde der Graben trockengelegt und eingeebnet. Sichtbare bzw. nachweislich erhaltene Teile der Ringmauer: im Osten die Verbindung zwischen dem ehemals Haberkasten (Fragnergasse 3) und dem ehemals Kornkasten (Fragnergasse 5); im Süden entlang der Rückseite der Häuser Auf der Wies 14, 16, 18, 20, 24; Im Westen entlang der Rückseite der Häuser Auf der Wies 4 und 6, im Durchgang zwischen Auf der Wies 2 und Luitpoldallee 28, auf der rückwärtigen Grenze der Grundstücke Luitpoldallee 28 sowie Stadtplatz 54, 56 Überdies befinden sich wohl mindestens im Fundamentbereich vieler weiterer Gebäude Reste der ehemaligen Ringmauer | D-1-83-128-219 | weitere Bilder                                                         |
| Nähe Hammerschmiede (Standort)                                                | Grenzstein Nr. 12 (Süd)                                                                 | des ehemaligen Burgfriedens der Stadt Mühldorf am Inn, gesetzt 1664/65 (teilweise im Gebiet der Gemeinde Polling) | D-1-83-128-252 | BW                                                                     |
| Nähe Innere Neumarkter Straße (Standort)                                      | Bayerisches Flügelsignal                                                                | wohl um 1900, neben einem Stück Gleis vor dem Bundesbahnbetriebsamt Mühldorf am Inn | D-1-83-128-6   | BW                                                                     |
| Nähe Lohmühle (Standort)                                                      | Grenzstein Nr. 4 (Süd)                                                                  | des ehemaligen Burgfriedens der Stadt Mühldorf am Inn, gesetzt 1664/65 (teilweise im Gebiet der Gemeinde Polling) | D-1-83-128-247 | Grenzstein Nr. 4 (Süd)                                                 |
| Nähe Münchener Straße (Standort)                                              | Grenzstein Nr. 1 (Nord)                                                                 | des ehemaligen Burgfriedens der Stadt Mühldorf am Inn, gesetzt 1664/65 | D-1-83-128-222 | Grenzstein Nr. 1 (Nord)                                                |
| Nähe Perkhoferstraße (Standort)                                               | Grenzstein Nr. 17 (Nord)                                                                | des ehemaligen Burgfriedens der Stadt Mühldorf am Inn, gesetzt 1664/65; nicht mehr am originalen Standort | D-1-83-128-234 | Grenzstein Nr. 17 (Nord)                                               |
| Nähe Weidmooswiesen (Standort)                                                | Grenzstein Nr. 15 (Süd)                                                                 | des ehemaligen Burgfriedens der Stadt Mühldorf am Inn, gesetzt 1664/65 (teilweise im Gebiet der Gemeinde Polling) | D-1-83-128-254 | Grenzstein Nr. 15 (Süd)                                                |
| Oberes Stadtfeld (Standort)                                                   | Grenzstein Nr. 7 (Nord)                                                                 | des ehemaligen Burgfriedens der Stadt Mühldorf am Inn, gesetzt 1664/65 | D-1-83-128-224 | Grenzstein Nr. 7 (Nord)                                                |
| Obere Tegernau (Standort)                                                     | Grenzstein Nr. 21 (Süd)                                                                 | des ehemaligen Burgfriedens der Stadt Mühldorf am Inn, gesetzt 1664/65 (teilweise im Gebiet der Gemeinde Polling) | D-1-83-128-258 | Grenzstein Nr. 21 (Süd)                                                |
| Obere Tegernau (Standort)                                                     | Grenzstein Nr. 25 (Süd)                                                                 | des ehemaligen Burgfriedens der Stadt Mühldorf am Inn, gesetzt 1664/65 | D-1-83-128-262 | Grenzstein Nr. 25 (Süd)                                                |
| Obere Tegernau (Standort)                                                     | Grenzstein Nr. 23 (Süd)                                                                 | des ehemaligen Burgfriedens der Stadt Mühldorf am Inn, gesetzt 1664/65 | D-1-83-128-260 | Grenzstein Nr. 23 (Süd)                                                |
| Obere Tegernau, am Zufahrtsweg nordwestlich der Fachakademie (Standort)       | Wegkreuz                                                                                | spätes 19. Jahrhundert; am Zufahrtsweg nordwestlich der Fachakademie | D-1-83-128-217 | BW                                                                     |
| Pollinger Wiesen (Standort)                                                   | Grenzstein Nr. 5 (Süd)                                                                  | des ehemaligen Burgfriedens der Stadt Mühldorf am Inn, gesetzt 1664/65 (teilweise im Gebiet der Gemeinde Polling) | D-1-83-136-63  | Grenzstein Nr. 5 (Süd)                                                 |
| Pollinger Wiesen (Standort)                                                   | Grenzstein Nr. 6 (Süd)                                                                  | des ehemaligen Burgfriedens der Stadt Mühldorf am Inn, gesetzt 1664/65 (teilweise im Gebiet der Gemeinde Polling) | D-1-83-128-248 | Grenzstein Nr. 6 (Süd)                                                 |
| Schlörstraße 21; Schlörstraße 23; Schlörstraße 25; Schlörstraße 27 (Standort) | Grenzstein Nr. 14 (Nord)                                                                | des ehemaligen Burgfriedens der Stadt Mühldorf am Inn, gesetzt 1664/65 | D-1-83-128-231 | Grenzstein Nr. 14 (Nord)                                               |
| Spitalgasse 6 (Standort)                                                      | Wohn- und ehem. Handelshaus                                                             | zweigeschossiger Satteldachbau mit Vorschussmauer, östliche Hälfte mit einachsigem risalitartigem Vorsprung, westlich ehem. Durchfahrt mit Gewölbe, wohl 17. Jh., Umbau zum Wohnhaus mit Putzgliederung, 2. Hälfte 19. Jh. | D-1-83-128-283 | BW                                                                     |
| Spitalgasse 9 (Standort)                                                      | Ehemals Wirtschaftsgebäude                                                              | seit 1998 Begegnungsstätte, lang gestreckter barocker Bau mit Krüppelwalmdach, Erdgeschoss gewölbt, durch Torbogen mit dem angrenzenden Spital verbunden, am Ostgiebel bezeichnet 1719 | D-1-83-128-93  | Ehemals Wirtschaftsgebäude                                             |
| Spitalgasse 11 (Standort)                                                     | Heilig-Geist-Spital                                                                     | freistehender dreigeschossiger Grabendachbau, bezeichnet 1717, nach Abbruch der Spitalkirche 1860 an Südseite erneuert. (Geschütztes Kulturgut) | D-1-83-128-94  | weitere Bilder                                                         |
| Spitalgasse 14 (Standort)                                                     | Wohnhaus                                                                                | breit gelagerter zweigeschossiger Bau mit Vorschussmauer und Grabendach, im Kern 17./18. Jahrhundert | D-1-83-128-95  | Wohnhaus                                                               |
| Spitalgasse 16 (Standort)                                                     | Wohn- und ehem. Handelshaus                                                             | traufständiger zweigeschossiger Satteldachbau mit segmentbogigen Fensteröffnungen und Durchfahrt, Erdgeschoss mit Gewölben, Dachtragwerk 1850/51 (dendro.dat.), Fassade teils noch 16. Jh.; bis 1870 ein Gebäude mit Spitalgasse 18. | D-1-83-128-311 | BW                                                                     |
| Spitalgasse 24 (Standort)                                                     | Wohnhaus                                                                                | zweigeschossiges Eckhaus mit Satteldach, im Kern wohl noch 18. Jahrhundert | D-1-83-128-96  | Wohnhaus                                                               |
| Stadtberg 12; Bahnhoffußweg 19; Nähe Stadtberg (Standort)                     | Gasthaus, sogenannter Schwaigerkeller                                                   | zweigeschossiger Krüppelwalmdachbau, wohl Mitte 19. Jahrhundert; zugehörig gewölbter Bierkeller | D-1-83-128-97  | weitere Bilder                                                         |
| Nähe Stadtberg, Bahnhoffußweg (Standort)                                      | Denkmal                                                                                 | sog. Daxenberger-Denkmal (Anton Daxenberger, 1806–1871), Obelisk aus rotem Sandstein mit flankierenden Bänken, 1880 | D-1-83-128-307 | weitere Bilder                                                         |
| Stadtplatz (Standort)                                                         | Marktbrunnen                                                                            | früher auch Hochbrunnen genannt, errichtet 1692 von Johann Ernst von Thun, Erzbischof zu Salzburg, Rotmarmorbecken mit dem erzbischöflich-salzburgischen Wappen, ausgeführt von dem Salzburger Bildhauer Andreas Götzinger. Drei kleinere Brunnen mit vierseitigen Becken, bezeichnet 1616 und 1700, 1725, 1727, die in der Mitte auf Postamenten stehenden Putten, barock, von Bildhauer Johann Jakob Berg aus Eichstätt, 1839 aufgestellt. | D-1-83-128-166 | weitere Bilder                                                         |
| Stadtplatz 2 (Standort)                                                       | Münchner Torturm                                                                        | sogenannter „Nagelschmiedturm“, mehrgeschossig, rundbogiger Torbogen, Grabendach, Zinnenkranz, Unterteil romanisch, wohl 12. Jahrhundert, aus roh bearbeiteten Findlingen gemauert, Oberteil mit Tuffquaderverblendung und Backstein, spätmittelalterlich. (Geschütztes Kulturgut) | D-1-83-128-98  | weitere Bilder                                                         |
| Stadtplatz 4 (Standort)                                                       | Wohnhaus                                                                                | viergeschossiges Eckhaus mit Satteldach und Vorschussmauer, im Kern wohl nach 17./18. Jahrhundert | D-1-83-128-100 | Wohnhaus                                                               |
| Stadtplatz 5 (Standort)                                                       | Wohnhaus                                                                                | viergeschossiger Satteldachbau mit Vorschussmauer, im Kern wohl 17./18. Jahrhundert, Fassade 1981 vereinfacht erneuert | D-1-83-128-101 | Wohnhaus                                                               |
| Stadtplatz 8 (Standort)                                                       | Wohnhaus                                                                                | viergeschossig, Flur im Erdgeschoss tonnengewölbt, Lichthof, im Kern 16./17. Jahrhundert, rückwärts ein Raum mit Stichkappentonne und Wandpfeilern sowie ein zweiter mit Tonnengewölbe; rückwärts an die spätmittelalterliche Stadtmauer angebaut | D-1-83-128-102 | Wohnhaus                                                               |
| Stadtplatz 10 (Standort)                                                      | Wohnhaus                                                                                | viergeschossig, Flur im Erdgeschoss mit Kreuzgratgewölbe, 16. Jahrhundert, bestehend aus zwei Hausteilen, die um 1920 vereinigt wurden, dabei Umbau des obersten Geschosses und des Dachwerks | D-1-83-128-103 | Wohnhaus                                                               |
| Stadtplatz 11 (Standort)                                                      | Wohnhaus                                                                                | viergeschossig, erdgeschossige Lauben, im Kern 17./18. Jahrhundert, 1980 umgebaut | D-1-83-128-104 | Wohnhaus                                                               |
| Stadtplatz 13 (Standort)                                                      | Wohnhaus                                                                                | dreigeschossiger Satteldachbau mit Vorschussmauer, erdgeschossige Lauben mit Stichkappentonne, Portal mit spätgotischem Eselsrücken, Grabendach, 1. Viertel 16. Jahrhundert | D-1-83-128-106 | Wohnhaus                                                               |
| Stadtplatz 15 (Standort)                                                      | Wohnhaus                                                                                | dreigeschossiger Satteldachbau mit Vorschussmauer, Grabendach, im Kern 17./18. Jahrhundert | D-1-83-128-108 | Wohnhaus                                                               |
| Stadtplatz 16 (Standort)                                                      | Wohnhaus                                                                                | dreigeschossiger Pultdachbau mit Vorschussmauer, im Kern 17./18. Jahrhundert; rückwärts an die spätmittelalterliche Stadtmauer angebaut | D-1-83-128-109 | Wohnhaus                                                               |
| Stadtplatz 17 (Standort)                                                      | Wohnhaus                                                                                | dreigeschossiges Eckhaus mit Satteldach und Stichkappentonne, im Kern wohl noch 2. Hälfte 16. Jahrhundert | D-1-83-128-110 | Wohnhaus                                                               |
| Stadtplatz 18 (Standort)                                                      | Wohnhaus                                                                                | viergeschossig mit Vorschussmauer, Fassade um eine Fensterachse zurückspringend, erdgeschossige Lauben zugebaut, im Kern 17./18. Jahrhundert | D-1-83-128-111 | Wohnhaus                                                               |
| Stadtplatz 19 (Standort)                                                      | Wohnhaus                                                                                | viergeschossiges Eckhaus mit flach geneigtem Pultdach, erdgeschossige Lauben mit Flachdecke, im Kern 17./18. Jahrhundert, sonst 19. Jahrhundert | D-1-83-128-112 | Wohnhaus                                                               |
| Stadtplatz 20 (Standort)                                                      | Wohnhaus                                                                                | stattlicher Bau mit Grabendach, Lichthof, Flure im Obergeschoss gewölbt, eingebaute Hauskapelle mit Rokokoaltar, schmiedeeisernem Gitter, im Kern 17./18. Jahrhundert; rückwärts an die spätmittelalterliche Stadtmauer angebaut | D-1-83-128-113 | Wohnhaus                                                               |
| Stadtplatz 21 (Standort)                                                      | Rathaus                                                                                 | dreigeschossig, ausgebautes Dachgeschoss, aus drei Gebäuden, die 1497 und 1638 angekauft wurden, 1641 nach dem Stadtbrand von 1640 entstanden, erdgeschossige Lauben, teils mit Kreuzgratgewölben, teils mit Stichkappentonnen; am Innenhof Wasserspeier, bezeichnet 1563, und Arkadengang mit Kassettendecke des 19. Jahrhunderts; im Obergeschoss Reste der alten Ausstattung in der Fletz, Rauchkuchl und im Rathaussaal. (Geschütztes Kulturgut) | D-1-83-128-114 | Rathaus                                                                |
| Stadtplatz 26 (Standort)                                                      | Wohnhaus                                                                                | dreigeschossig, befensterter Dachraum, im Kern 17./18. Jahrhundert | D-1-83-128-115 | Wohnhaus                                                               |
| Stadtplatz 27 (Standort)                                                      | Wohnhaus                                                                                | viergeschossiges Eckhaus mit Vorschussmauer, erdgeschossige Lauben, Fassade leicht zurückspringend, im Kern noch 17./18. Jahrhundert | D-1-83-128-116 | Wohnhaus                                                               |
| Stadtplatz 28 (Standort)                                                      | Wohnhaus                                                                                | dreigeschossiger Satteldachbau mit Vorschussmauer, polygonaler Erker, geschnitzte Fensterpfosten, erdgeschossige Lauben, Flur im Erdgeschoss mit Kreuzgratgewölbe, wohl 2. Hälfte 17. Jahrhundert | D-1-83-128-117 | Wohnhaus                                                               |
| Stadtplatz 30 (Standort)                                                      | Wohnhaus                                                                                | viergeschossiger Satteldachbau mit Vorschussmauer, im Kern wohl 17./18. Jahrhundert, sonst nach Umbau um 1960/70, renoviert 1982; rückwärts an die spätmittelalterliche Stadtmauer angebaut | D-1-83-128-118 | Wohnhaus                                                               |
| Stadtplatz 32 (Standort)                                                      | Wohnhaus                                                                                | viergeschossig, zum Teil geohrte Fensterumrahmungen, wohl 18. Jahrhundert 17./18. Jahrhundert, erdgeschossige Lauben mit Flachdecke. | D-1-83-128-119 | Wohnhaus                                                               |
| Stadtplatz 33 (Standort)                                                      | Wohnhaus                                                                                | viergeschossig, Flur im Obergeschoss mit Kreuzgratgewölbe, 17./18. Jahrhundert, erdgeschossige Lauben mit Flachdecke. | D-1-83-128-120 | Wohnhaus                                                               |
| Stadtplatz 34 (Standort)                                                      | Wohnhaus                                                                                | viergeschossig, zurückgesetzte Fassade, im Kern 17./18. Jahrhundert | D-1-83-128-121 | Wohnhaus                                                               |
| Stadtplatz 38 (Standort)                                                      | Wohnhaus                                                                                | viergeschossig, Fassade um eine Fensterachse zurückspringend, 17./18. Jahrhundert | D-1-83-128-122 | Wohnhaus                                                               |
| Stadtplatz 39 (Standort)                                                      | Wohnhaus                                                                                | dreigeschossig, an der Rückseite zweigeschossiger Arkadengang, 16. Jahrhundert, sonst 19. Jahrhundert | D-1-83-128-123 | Wohnhaus                                                               |
| Stadtplatz 40 (Standort)                                                      | Wohnhaus                                                                                | viergeschossig, zweistöckiger Kastenerker, im Kern 16./17. Jahrhundert, Fassade spätbarock, um 1700, Treppenhaus Ende 19. Jahrhundert, durchgreifend renoviert um 1970 | D-1-83-128-124 | Wohnhaus                                                               |
| Stadtplatz 42 (Standort)                                                      | Wohnhaus                                                                                | viergeschossig, im Kern 17./18. Jahrhundert | D-1-83-128-125 | Wohnhaus                                                               |
| Stadtplatz 43 (Standort)                                                      | Wohnhaus, jetzt Filiale der Volksbank                                                   | viergeschossiges Eckhaus mit flach geneigtem Walmdach, polygonales Eckerkertürmchen mit Zwiebelhaube, 2. Hälfte 19. Jahrhundert, sonst nach Umbau um 1960/70 | D-1-83-128-126 | Wohnhaus, jetzt Filiale der Volksbank                                  |
| Stadtplatz 44 (Standort)                                                      | Ehemals Gasthof zum Schwan, jetzt Kaufhaus                                              | dreigeschossiger Grabendachbau, Fassade 17./18. Jahrhundert, sonst Neubau um 1975/78 | D-1-83-128-127 | Ehemals Gasthof zum Schwan, jetzt Kaufhaus                             |
| Stadtplatz 46 (Standort)                                                      | Wohnhaus, ehemals Gasthof Schwan mit Restaurant Ratsstuben                              | dreigeschossig mit Vorschussmauer, mit gewölbten Räumen im 1. Obergeschoss, im Kern 16. Jahrhundert, Rokokofassade, Umbau bezeichnet 1933. Laut Inschrifttafel empfing hier im Jahr 1805 Napoleon den Augsburger Gesandten. Sterbehaus des Salzburger Erzbischofs Lothar Anselm Frhr. v. Gebsattel (gestorben 1. 10. 1846) | D-1-83-128-270 | Wohnhaus, ehemals Gasthof Schwan mit Restaurant Ratsstuben             |
| Stadtplatz 46a (Standort)                                                     | Wohnhaus                                                                                | dreigeschossiger Putzbau mit Vorschussmauer, im Kern wohl 16. Jahrhundert, Rokokofassade; siehe auch Stadtplatz 46 b. wohl 16. Jahrhundert, Rokokofassade; siehe auch Stadtplatz 46b | D-1-83-128-128 | Wohnhaus                                                               |
| Stadtplatz 46b (Standort)                                                     | Wohnhaus                                                                                | dreigeschossiger Putzbau mit Vorschussmauer, im Kern wohl 16. Jh., Rokokofassade; siehe auch Stadtplatz 46a | D-1-83-128-129 | Wohnhaus                                                               |
| Stadtplatz 47a; Stadtplatz 47b (Standort)                                     | Wohnhaus                                                                                | viergeschossig, aus zwei zusammengewachsenen Häusern bestehend, im ersten Obergeschoss an der Westseite spätgotische Hauskapelle mit Sternrippengewölbe und Rokokoaltar, im Kern 15. Jahrhundert/16. Jahrhundert; Innenhof mit Rückgebäude und Flügelbau, dreigeschossig, zweistöckige Arkaden, die des ersten Obergeschosses mit Kreuzgratgewölben des 16. Jahrhunderts | D-1-83-128-130 | Wohnhaus                                                               |
| Stadtplatz 48 (Standort)                                                      | Ehemals Bezirksamt, dann Landratsamt, jetzt staatliches Vermessungsamt                  | breiter dreigeschossiger Bau, am zweiten Obergeschoss flacher polygonaler Erker, erdgeschossige Lauben mit Kreuzgratgewölben und Gurtbögen, Mitte 16. Jahrhundert, Durchfahrt mit Stichkappentonne, Fassade mit frühbarocken Gliederungen, 2. Hälfte 17. Jahrhundert; rückwärts an die spätmittelalterliche Stadtmauer angebaut | D-1-83-128-131 | Ehemals Bezirksamt, dann Landratsamt, jetzt staatliches Vermessungsamt |
| Stadtplatz 49 (Standort)                                                      | Wohnhaus                                                                                | dreigeschossiges Eckhaus mit Grabendach und Vorschussmauer, erdgeschossige Lauben mit spätgotischen Kreuzrippengewölben und einer Rotmarmorplatte im Pflaster, im Erdgeschoss gewölbte Räume, um 1500; Hofflügel, viergeschossig, durchbrochene Balustrade, 2. Hälfte 16. Jahrhundert; Rückgebäude, dreigeschossig, 17./18. Jahrhundert | D-1-83-128-132 | Wohnhaus                                                               |
| Stadtplatz 50 (Standort)                                                      | Rosen-Apotheke                                                                          | dreigeschossiger Satteldachbau mit Vorschussmauer, im Erdgeschoss gewölbte Räume, nach der Konrad-Adenauer-Straße zu mächtige Stützpfeiler, an der Hofseite in den Obergeschossen Renaissancearkaden mit Kreuzgratgewölben des 16. Jahrhunderts, Flur im ersten Obergeschoss mit Stichkappentonne, Fassade Mitte 20. Jahrhundert erneuert | D-1-83-128-133 | Rosen-Apotheke                                                         |
| Stadtplatz 53 (Standort)                                                      | Wohnhaus                                                                                | dreigeschossig mit flach geneigtem Walmdach und Vorschussmauer, erdgeschossige Lauben zum Teil mit Kreuzgratgewölben, 16. Jahrhundert, sonst 17. bis 19. Jahrhundert | D-1-83-128-135 | Wohnhaus                                                               |
| Stadtplatz 53a (Standort)                                                     | Wohnhaus                                                                                | dreigeschossiger Grabendachbau mit Vorschussmauer, erdgeschossige Lauben mit Kreuzgratgewölbe in einem Joch, 16. Jahrhundert, sonst 17. bis 19. Jahrhundert | D-1-83-128-136 | Wohnhaus                                                               |
| Stadtplatz 55 (Standort)                                                      | Wohnhaus                                                                                | viergeschossiger Bau mit flachem Pultdach, zweistöckiger Kastenerker, erdgeschossige Lauben flach gedeckt, im Kern wohl teilweise noch 17./18. Jahrhundert | D-1-83-128-137 | Wohnhaus                                                               |
| Stadtplatz 56; Stadtplatz 54 (Standort)                                       | Katholische Frauenkirche                                                                | frühbarocke Saalkirche, 1643 als Klosterkirche der Kapuziner geweiht, von 1891 bis 1977 Franziskanerklosterkirche, Turm von 1856; mit Ausstattung; Ehemals Franziskanerkloster, der Hofflügel ein zweigeschossiger Walmdachbau mit einem erdgeschossigen Anbau an der Westseite der früheren Klosterkirche, Mittelteil mit schlichtem Ziergiebel, Ende 19. Jahrhundert | D-1-83-128-138 | weitere Bilder                                                         |
| Stadtplatz 57 (Standort)                                                      | Wohnhaus                                                                                | viergeschossig, um 1900 auf älterer Grundlage, Erdgeschoss mit Putzrustika, Oberlichtgitter bezeichnet 1899 | D-1-83-128-139 | Wohnhaus                                                               |
| Stadtplatz 58 (Standort)                                                      | Ehemals Kapuzinerkloster                                                                | ab 1854 Mädchenschule, dreigeschossiger Flachsatteldachbau, 1880 aufgestockt, Fassade 1945 nach Kriegsschaden vereinfacht wiederaufgebaut, um 1640, auf älteren Kellern errichtet | D-1-83-128-302 | Ehemals Kapuzinerkloster                                               |
| Stadtplatz 59 (Standort)                                                      | Wohnhaus                                                                                | dreigeschossiger Grabendachbau, erdgeschossige Lauben flach gedeckt, Flur im Erdgeschoss gewölbt, Fletz im ersten und im zweiten Obergeschoss tonnengewölbt, wohl 1. Hälfte 17. Jahrhundert; Hofflügel mit dreigeschossigen Arkaden, gewölbt, bezeichnet 1609 | D-1-83-128-140 | Wohnhaus                                                               |
| Stadtplatz 60 (Standort)                                                      | Wohnhaus                                                                                | dreigeschossiges Eckhaus mit Satteldach, Vorschussmauer mit Vierpassöffnungen, Richtung Auf der Wies Durchfahrt mit Stichkappentonne, 17./18. Jahrhundert | D-1-83-128-141 | Wohnhaus                                                               |
| Stadtplatz 61 (Standort)                                                      | Wohnhaus                                                                                | viergeschossiges Eckhaus mit abgeschrägter Kante und polygonalem Eckerker, Umfassungsmauern noch 17./18. Jahrhundert, sonst nach Umbau um 1975. | D-1-83-128-142 | Wohnhaus                                                               |
| Stadtplatz 62 (Standort)                                                      | Wohnhaus                                                                                | dreigeschossiger Satteldachbau, Vorschussmauer mit Vierpassöffnungen, Flur im Erdgeschoss mit flacher Tonne, Flur im ersten Obergeschoss mit Kreuzgratgewölben, Treppenaufgang mit gerippter Tonne des 16. Jahrhunderts | D-1-83-128-143 | Wohnhaus                                                               |
| Stadtplatz 63 (Standort)                                                      | Wohnhaus                                                                                | viergeschossiges Eckhaus mit Grabendach und angesetzten Stützpfeilern, erdgeschossige Lauben flach gedeckt, Raum im Erdgeschoss mit Tonnengewölbe, 17./18. Jahrhundert | D-1-83-128-144 | Wohnhaus                                                               |
| Stadtplatz 64 (Standort)                                                      | Wohnhaus                                                                                | dreigeschossiger Satteldachbau mit Vorschussmauer, zweistöckiger Kastenerker, Flur im Erdgeschoss mit Kreuzgratgewölben, im Obergeschoss Raum mit Resten einer früheren Balkendecke, im Kern noch 2. Hälfte 16. Jahrhundert, sonst nach Umbau 1982 | D-1-83-128-145 | Wohnhaus                                                               |
| Stadtplatz 67 (Standort)                                                      | Wohnhaus                                                                                | dreigeschossiger Satteldachbau mit hoher Vorschussmauer, erdgeschossige Lauben mit Stichkappentonne, Tür mit spätgotischem Eselsrücken, Flur eingemauerte Säule, der Bau im Kern Mitte 16. Jahrhundert, im Ladenraum der ehemals Lebzelterei Gastwirtschaft, 2. Hälfte 19. Jahrhundert | D-1-83-128-147 | Wohnhaus                                                               |
| Stadtplatz 68 (Standort)                                                      | Wohnhaus                                                                                | dreigeschossiger Grabendachbau mit Vorschussmauer, zum Teil gewölbte Räume, 17./18. Jahrhundert, Fassade 2004 in Annäherung an das barocke Erscheinungsbild erneuert | D-1-83-128-148 | Wohnhaus                                                               |
| Stadtplatz 69 (Standort)                                                      | Wohnhaus                                                                                | dreigeschossiger Satteldachbau mit hoher Vorschussmauer, erdgeschossige Lauben teils mit Kreuzrippen, teils mit Kreuzgratgewölben, ehemals Fletz im Erdgeschoss mit Stichkappentonne, Treppenaufgang mit gerippter Tonne, 1. Hälfte 16. Jahrhundert | D-1-83-128-149 | Wohnhaus                                                               |
| Stadtplatz 70 (Standort)                                                      | Ehemals Salzburger Botenhaus                                                            | dreigeschossig, Grabendach mit Vorschussmauer, am Obergeschoss seitlich Spione, Fresko, im Kern von 1567 | D-1-83-128-150 | Ehemals Salzburger Botenhaus                                           |
| Stadtplatz 71 (Standort)                                                      | Wohnhaus                                                                                | viergeschossig mit Vorschussmauer, erdgeschossige Lauben mit erneuerten Kreuzgratgewölben, ehemals Fletz im Erdgeschoss mit Kreuzgratgewölben, derzeit durch abgehängte Decke verdeckt, im Kern 16. Jahrhundert, sonst nach Umbau der Mitte des 20. Jahrhunderts | D-1-83-128-151 | Wohnhaus                                                               |
| Stadtplatz 72 (Standort)                                                      | Wohnhaus                                                                                | viergeschossig mit Vorschussmauer, Umfassungsmauern im Kern noch 17./18. Jahrhundert | D-1-83-128-152 | Wohnhaus                                                               |
| Stadtplatz 74 (Standort)                                                      | Wohnhaus                                                                                | dreigeschossiger Satteldachbau mit Vorschussmauer, zweistöckiger Kastenerker, Putzgliederung an der Fassade, letztes Viertel 19. Jahrhundert, wohl mit älterem Kern | D-1-83-128-153 | Wohnhaus                                                               |
| Stadtplatz 75 (Standort)                                                      | Wohnhaus                                                                                | viergeschossig mit Vorschussmauer, erdgeschossige Lauben gewölbt, Raum im ersten Obergeschoss mit Renaissancebalkendecke, im Kern 2. Hälfte 16. Jahrhundert | D-1-83-128-154 | Wohnhaus                                                               |
| Stadtplatz 76 (Standort)                                                      | Wohnhaus                                                                                | dreigeschossiger Satteldachbau mit Vorschussmauer, im Kern 17./18. Jahrhundert Erdgeschoss und Treppenaufgang tonnengewölbt, im Kern 16./17. Jahrhundert | D-1-83-128-155 | Wohnhaus                                                               |
| Stadtplatz 80 (Standort)                                                      | Wohnhaus                                                                                | viergeschossiger Grabendachbau mit Vorschussmauer, Erdgeschoss und Treppenaufgang tonnengewölbt, im Kern 16./17. Jahrhundert | D-1-83-128-158 | Wohnhaus                                                               |
| Stadtplatz 81 (Standort)                                                      | Wohnhaus                                                                                | dreigeschossiges Eckhaus mit Satteldach und Vorschussmauer, von 1560 | D-1-83-128-159 | Wohnhaus                                                               |
| Stadtplatz 82 (Standort)                                                      | Wohnhaus                                                                                | ehemals Haus der Sankt Sebastianibruderschaft, dreigeschossiger Grabendachbau, Keller tonnengewölbt und Katzenkopfpflaster, Räume und Flure in allen Geschossen gewölbt, 16./17. Jahrhundert | D-1-83-128-160 | Wohnhaus                                                               |
| Stadtplatz 84 (Standort)                                                      | Wohnhaus                                                                                | ehemals Berchtesgadener Kasten, dreigeschossiger, giebelständiger Satteldachbau mit barockem Dachstuhl, im Kern noch 16. Jahrhundert, sonst nach Umbau der 2. Hälfte des 19. Jahrhunderts | D-1-83-128-161 | Wohnhaus                                                               |
| Stadtplatz 86 (Standort)                                                      | Wohnhaus                                                                                | dreigeschossiger Satteldachbau mit Vorschussmauer, im Erdgeschoss rückwärts ein Raum mit großer Tonne, 16. Jahrhundert | D-1-83-128-163 | Wohnhaus                                                               |
| Stadtplatz 87 (Standort)                                                      | Altöttinger Tor                                                                         | viergeschossiger Halbwalmbau, erbaut mit älteren Resten 1809, an der Südseite Bauinschrifttafel für die Brauerei Turmbräu, bezeichnet 1840 | D-1-83-128-164 | Altöttinger Tor                                                        |
| Stadtplatz 88 (Standort)                                                      | Wohnhaus                                                                                | dreigeschossiger Putzbau mit Vorschussmauer, im ersten Obergeschoss ehemals Schiffmeistersaal mit Holzbalkendecke und Unterzug, bezeichnet 1551 | D-1-83-128-165 | Wohnhaus                                                               |
| Starkheim 3 (Standort)                                                        | Fachakademie für Sozialpädagogik                                                        | vormaliges Kindererholungsheim, lang gestreckter zweigeschossiger Satteldachbau mit eingeschossigen Erweiterungen in der Längsachse und hofseitig zwei risalitartigen Anbauten, erbaut 1935/36 | D-1-83-128-216 | BW                                                                     |
| Tegernau 3 (Standort)                                                         | Wohnstallhaus eines ehemaligen Vierseithofes                                            | zweigeschossiger Putzbau mit Satteldach, bezeichnet 1833 | D-1-83-128-218 | BW                                                                     |
| Tegernau 9 (Standort)                                                         | Grenzstein Nr. 18 (Süd)                                                                 | des ehemaligen Burgfriedens der Stadt Mühldorf am Inn, gesetzt 1664/65 (teilweise im Gebiet der Gemeinde Polling) | D-1-83-128-257 | Grenzstein Nr. 18 (Süd)                                                |
| Töginger Straße 12 (Standort)                                                 | Sogenannte „Strauch-Villa“                                                              | zweigeschossig, Zeltdach, rundbogig vorgebauter Wintergarten mit Balkon, um 1930. und bemalt, im Heimatstil, um 1920 | D-1-83-128-168 | Sogenannte „Strauch-Villa“                                             |
| Töginger Straße 13 (Standort)                                                 | Villa                                                                                   | zweigeschossiger Satteldachbau mit umlaufender Laube, verschalter Giebellaube, Eck- und Kastenerker, reich verziert und bemalt, im Heimatstil, um 1920 | D-1-83-128-169 | weitere Bilder                                                         |
| Töginger Straße 16 (Standort)                                                 | Wohnhaus                                                                                | zweigeschossig, Walmdach, vorspringendes Treppenhaus, hohes Sockelgeschoss, Gesimsgliederung, stehende Dachgauben, erbaut nach Plänen von Baumeister Alois Oelmaier, um 1928 | D-1-83-128-170 | weitere Bilder                                                         |
| Töginger Straße 16a (Standort)                                                | Wohnhaus                                                                                | zweigeschossig, Walmdach, ähnliche Fassadengestaltung wie bei Töginger Straße 16, erbaut nach Plänen von Baumeister Alois Oelmaier, 1934 | D-1-83-128-171 | weitere Bilder                                                         |
| Tuchmacherstraße 3 (Standort)                                                 | Wohnhaus                                                                                | stattlicher dreigeschossiger Bau mit Vorschussmauer und Satteldach, Erdgeschoss gewölbt, im Kern 17./18. Jahrhundert, Inneres teilweise erneuert | D-1-83-128-176 | Wohnhaus                                                               |
| Tuchmacherstraße 6 (Standort)                                                 | Wohnhaus                                                                                | stattlicher dreigeschossiger Satteldachbau, Erdgeschoss gewölbt, Lichthof, an der Fassade bezeichnet 1532, durchgreifend renoviert 1982 | D-1-83-128-178 | Wohnhaus                                                               |
| Tuchmacherstraße 7 (Standort)                                                 | Sogenanntes Lodronhaus, ehemals Kollegiatstiftskasten, jetzt Heimatmuseum               | dreigeschossiges Eckhaus mit Innenhof, erdgeschossige Lauben mit Stichkappentonne, im Erdgeschoss einzelne Räume gewölbt, im Kern 15. Jahrhundert, Umbau unter Paris Graf von Lodron zum Kollegiatstiftskasten, 1620 oder 1638, Umbau zur Fronfeste, 1813; mit Ausstattung der Museumsräume | D-1-83-128-177 | weitere Bilder                                                         |
| Tuchmacherstraße 13 (Standort)                                                | Wohnhaus                                                                                | viergeschossiges Eckhaus mit Mansardwalmdach, im Kern 17./18. Jahrhundert, Fassade klassizistisch, Ende 19. Jahrhundert | D-1-83-128-179 | Wohnhaus                                                               |
| Tuchmacherstraße 15 (Standort)                                                | Wohnhaus                                                                                | Bürgerhaus, im Kern zwei spätmittelalterliche Handwerkerhäuser, vereinigt und umgebaut zu viergeschossigem Bau mit Vorschussmauer, Flachsatteldach und neugotischer Fassade, nach 1845. | D-1-83-128-180 | Wohnhaus                                                               |
| Tuchmacherstraße 17 (Standort)                                                | Wohnhaus                                                                                | dreigeschossiges Eckhaus mit Vorschussmauer, im Kern 17./18. Jahrhundert | D-1-83-128-181 | Wohnhaus                                                               |
| Untere Tegernau (Standort)                                                    | Grenzstein Nr. 16 (Süd)                                                                 | des ehemaligen Burgfriedens der Stadt Mühldorf am Inn, gesetzt 1664/65 (teilweise im Gebiet der Gemeinde Polling) | D-1-83-128-255 | Grenzstein Nr. 16 (Süd)                                                |
| Untere Tegernau (Standort)                                                    | Grenzstein Nr. 13 (Süd)                                                                 | des ehemaligen Burgfriedens der Stadt Mühldorf am Inn, gesetzt 1664/65 | D-1-83-128-253 | Grenzstein Nr. 13 (Süd)                                                |
| Untere Tegernau (Standort)                                                    | Grenzstein Nr. 14 (Süd)                                                                 | des ehemaligen Burgfriedens der Stadt Mühldorf am Inn, gesetzt 1664/65 (teilweise im Gebiet der Gemeinde Polling) | D-1-83-136-66  | Grenzstein Nr. 14 (Süd)                                                |
| Weidmooswiesen (Standort)                                                     | Grenzstein Nr. 17 (Süd)                                                                 | des ehemaligen Burgfriedens der Stadt Mühldorf am Inn, gesetzt 1664/65 (teilweise im Gebiet der Gemeinde Polling) | D-1-83-128-256 | Grenzstein Nr. 17 (Süd)                                                |
| Weißgerberstraße 5 (Standort)                                                 | Wohnhaus                                                                                | dreigeschossiger, traufständiger Mansarddachbau, mit zweistöckigem Erker, Ende 19. Jahrhundert | D-1-83-128-183 | Wohnhaus                                                               |
| Weißgerberstraße 7 (Standort)                                                 | Ehemals Weißbräu                                                                        | dreigeschossiger Grabendachbau mit Vorschussmauer, im Erdgeschoss teilweise gewölbt, Anfang 19. Jahrhundert | D-1-83-128-184 | Ehemals Weißbräu                                                       |
| Weißgerberstraße 9; Weißgerberstraße 11; Weißgerberstraße 13 (Standort)       | Wohnhaus                                                                                | breiter, teils zwei-, teils dreigeschossiger Bau mit Satteldächern und Vorschussmauer, wohl 1. Hälfte 19. Jahrhundert | D-1-83-128-186 | Wohnhaus                                                               |
| Weißgerberstraße 10 (Standort)                                                | Wohnhaus                                                                                | dreigeschossiges Eckhaus mit Satteldach und angesetzten Stützpfeilern, Erdgeschoss gewölbt, im Obergeschoss teilweise einfache Stuckdecken, 18. Jahrhundert | D-1-83-128-185 | Wohnhaus                                                               |
| Weißgerberstraße 16 (Standort)                                                | Wohnhaus                                                                                | zweigeschossiger Satteldachbau mit befenstertem Kniestock, Mitte 19. Jahrhundert | D-1-83-128-188 | Wohnhaus                                                               |
| Weißgerberstraße 19; Weißgerberstraße 21 (Standort)                           | Wohnhaus                                                                                | dreigeschossiger Grabendachbau mit Vorschussmauer, Erdgeschoss gewölbt, wohl spätes 16. Jahrhundert | D-1-83-128-190 | Wohnhaus                                                               |
| Weißgerberstraße 35; Weißgerberstraße 37 (Standort)                           | Ehemals Stadthaus des Pflegers, jetzt Turmbrauerei Mühldorf                             | lang gestreckter dreigeschossiger Baukörper mit Grabendach und Vorschussmauer, Räume im Erdgeschoss mit Stichkappentonnen, im Kern 2. Viertel 16. Jahrhundert, sonst nach Umbau des 19. Jahrhunderts, am Obergeschoss eingemauerte Bauinschrifttafel aus Rotmarmor, bezeichnet Hanns von Trenbach zu Burgfried, Pfleger zu Mühldorf, 1531. (Geschütztes Kulturgut) | D-1-83-128-191 | weitere Bilder                                                         |
| Weißgerberstraße 39 (Standort)                                                | Wohnhaus                                                                                | dreigeschossiger Pultdachbau mit Vorschussmauer, 18./19. Jahrhundert | D-1-83-128-192 | Wohnhaus                                                               |
| Mooswiesen (Standort)                                                         | Grenzstein Nr. 7 (Süd)                                                                  | des ehemaligen Burgfriedens der Stadt Mühldorf am Inn, gesetzt 1664/65 (teilweise im Gebiet der Gemeinde Polling) | D-1-83-136-64  | BW                                                                     |

### Altmühldorf
| Lage                             | Objekt                                 | Beschreibung | Akten-Nr.      | Bild                        |
| -------------------------------- | -------------------------------------- | --- | -------------- | --------------------------- |
| An der Kapellenstraße (Standort) | Kammerkapelle                          | großer Kapellenbildstock, mit Ausstattung; an der Straße nach Harthausen | D-1-83-128-194 | Kammerkapelle               |
| Gewerbestraße (Standort)         | Wegkreuz                               | mit neubarockem Holzkruzifix, an der Gewerbestraße, bezeichnet 1908 | D-1-83-128-200 | Wegkreuz                    |
| Münchener Straße 84 (Standort)   | Ehemaliger Luftschutzbunker            | Ehemals Luftschutzbunker der mit der Ausführung des Rüstungswerks im Mühldorfer Hart beauftragten Baufirma Polensky & Zöllner, halbunterirdischer, flach gedeckter Betonbau, 1944 | D-1-83-128-301 | Ehemaliger Luftschutzbunker |
| Münchener Straße 141 (Standort)  | Ehemals Schergenhaus                   | zum Teil verschalter Blockbau mit zwei Giebelschroten und flach geneigtem Satteldach, erbaut 1632                                                                                 | D-1-83-128-196 | weitere Bilder              |
| Münchener Straße 146 (Standort)  | Altes Pfarrhaus                        | zweigeschossiger Traufseitbau mit Satteldach, Erker und Neurenaissance-Putzgliederung, um 1900                                                                                    | D-1-83-128-198 | weitere Bilder              |
| Münchener Straße 150 (Standort)  | Wohnhaus                               | zweigeschossiger Satteldachbau mit Putzgliederung, altem Ladenstock, schmiedeeisernem Balkon, Gurtgesims und Stichbogenfenstern, um 1880/90                                       | D-1-83-128-199 | Wohnhaus                    |
| Münchener Straße 174 (Standort)  | Katholische Pfarrkirche St. Laurentius | dreischiffige Hallenkirche mit eingezogenem Chor und Westturm, Ziegelbau, 1509–18, Chor 1759; mit Ausstattung                                                                     | D-1-83-128-193 | weitere Bilder              |

### Ecksberg
| Lage                                                                         | Objekt                                                    | Beschreibung | Akten-Nr.      | Bild                                          |
| ---------------------------------------------------------------------------- | --------------------------------------------------------- | --- | -------------- | --------------------------------------------- |
| Bei Ecksberg, ostwärts unterhalb des Hanges der Stiftung Ecksberg (Standort) | Katholische Wallfahrtskapelle, sogenannte Kronwidlkapelle | nachbarocker Bau mit Dachreiter, frühes 19. Jahrhundert; mit Ausstattung; ostwärts unterhalb des Hanges der Stiftung Ecksberg | D-1-83-128-203 | weitere Bilder                                |
| Ecksberg 1; Ecksberg 7; Ecksberg 9; Ecksberg 4 (Standort)                    | Stiftung Ecksberg mit weitläufigem Baukomplex             | Hauptgebäude Ecksberg 1: Ostflügel und Westteil des Nordflügels 1853, jedoch im Kern barock, Mittelflügel (Josephsbau) 1905 von Michael Kurz, darin integriert der Wasserturm, ehemaliger Belvedereturm; Ökonomiehof Ecksberg 9: Vierflügelanlage, West-, Nord- und Ostflügel mit Krüppelwalmdach, Südflügel mit Satteldach, nach Brand 1911 neu erbaut; Aussegnungskapelle, frühes 20. Jahrhundert, südlich vom Hauptgebäude; Wasserhaus mit Pumpwerk, Elektrizitätswerk, zwei parallel stehende, eingeschossige Bauten mit Walmdach, errichtet 1854, erweitert 1914, ostwärts unterhalb des Hanges | D-1-83-128-204 | Stiftung Ecksberg mit weitläufigem Baukomplex |
| Ecksberg 2 (Standort)                                                        | Katholische Wallfahrtskirche St. Salvator                 | barocker Wandpfeilerbau, von Christoph Zuccalli, 1683/84; mit Ausstattung | D-1-83-128-202 | weitere Bilder                                |

### Eichfeld
| Lage                                                                                              | Objekt                     | Beschreibung | Akten-Nr.      | Bild                       |
| ------------------------------------------------------------------------------------------------- | -------------------------- | --- | -------------- | -------------------------- |
| Eichfeld (Standort)                                                                               | Grenzstein Nr. 20 B (Nord) | des ehemaligen Burgfriedens der Stadt Mühldorf am Inn, gesetzt 1664/65 | D-1-83-128-239 | weitere Bilder             |
| Eichfeld (Standort)                                                                               | Grenzstein Nr. 20 C (Nord) | des ehemaligen Burgfriedens der Stadt Mühldorf am Inn, gesetzt 1664/65 | D-1-83-128-240 | weitere Bilder             |
| Eichfeld (Standort)                                                                               | Grenzstein Nr. 21 (Nord)   | des ehemaligen Burgfriedens der Stadt Mühldorf am Inn, gesetzt 1664/65 | D-1-83-128-241 | Grenzstein Nr. 21 (Nord)   |
| Eichfeld 1, 2, 3, 4, 5, 6, 7, 8, 9, 10, 11, 12, 13, 14, 15, 16, 17, 18, 19, 20, 21, 22 (Standort) | Innwerksiedlung            | Innwerksiedlung, ein- und zweigeschossige verputzte Wohnbauten mit Walmdächern, einem trichterförmigen Platz zugeordnet, von Wasserturm (Nr. 16) überragt; Pläne 1920 von Theo Lechner und Fritz Norkauer, Ausführung 1921/22, Wasserturm geplant 1923, Haus Nummer 3 und 4 nach 1923 entstanden (Nr. 1 bis 4, 13 bis 15, 17 bis 22 sind zweigeschossige Bauten, Nr. 5 bis 12 sind eingeschossige Doppelhäuser, zu Nr. 13 bis 15 gehören östlich Nebengebäude; zwischen Nr. 17 und 22 Verbindungsbauten mit Durchgängen) | D-1-83-128-51  | BW                         |
| Töginger Straße 127 (Standort)                                                                    | Grenzstein Nr. 20 (Nord)   | des ehemaligen Burgfriedens der Stadt Mühldorf am Inn, gesetzt 1664/65 | D-1-83-128-237 | Grenzstein Nr. 20 (Nord)   |
| Wiesenstraße (Standort)                                                                           | Grenzstein Nr. 20 A (Nord) | des ehemaligen Burgfriedens der Stadt Mühldorf am Inn, gesetzt 1664/65 | D-1-83-128-238 | Grenzstein Nr. 20 A (Nord) |

### Hart
| Lage                 | Objekt                        | Beschreibung                                                                                  | Akten-Nr.      | Bild |
| -------------------- | ----------------------------- | --------------------------------------------------------------------------------------------- | -------------- | ---- |
| Flur Hart (Standort) | Katholische Hl. Kreuz-Kapelle | Putzbau über annähernd quadratischem Grundriss mit Zeltdach, 18. Jahrhundert; mit Ausstattung | D-1-83-128-205 | BW   |

### Hirsch
| Lage                 | Objekt     | Beschreibung                                                                                        | Akten-Nr.      | Bild |
| -------------------- | ---------- | --------------------------------------------------------------------------------------------------- | -------------- | ---- |
| In Hirsch (Standort) | Hofkapelle | neugotischer Massivbau mit Satteldach und Treppengiebel, 2. Hälfte 19. Jahrhundert; mit Ausstattung | D-1-83-128-206 | BW   |

### Mößling
| Lage                             | Objekt                                     | Beschreibung | Akten-Nr.      | Bild                    |
| -------------------------------- | ------------------------------------------ | --- | -------------- | ----------------------- |
| Auerstraße 3 (Standort)          | Wegkapelle                                 | neubarocker Ziegelbau, Anfang 20. Jahrhundert                                                                                                  | D-1-83-128-207 | Wegkapelle              |
| Auerstraße 15 (Standort)         | Ehemals Bauernhaus und Wagnerei            | Mittertennbau, Wohnteil mit Blockbau-Obergeschoss, Ende 18. Jahrhundert                                                                        | D-1-83-128-209 | BW                      |
| Auerstraße 27 (Standort)         | Kapellenneubau von 1983                    | mit Teilen der alten Ausstattung, wie barockes Gestühl und neugotisches Kruzifix, 18. und 19. Jahrhundert                                      | D-1-83-128-215 | Kapellenneubau von 1983 |
| Hauptstraße 13 (Standort)        | Katholische Pfarrkirche Mariae Himmelfahrt | einschiffiges Langhaus mit Chor von gleicher Breite, Westturm, 15. Jahrhundert, bauliche Veränderungen 1725, 1751 und 1767/68; mit Ausstattung | D-1-83-128-210 | weitere Bilder          |
| Oberhofener Straße 50 (Standort) | Stadel                                     | zweitennig, mit Bundwerk, nach Mitte 19. Jahrhundert                                                                                           | D-1-83-128-214 | BW                      |

## Ehemalige Baudenkmäler
In diesem Abschnitt sind Objekte aufgeführt, die früher einmal in der Denkmalliste eingetragen waren, jetzt aber nicht mehr. Objekte, die in anderem Zusammenhang – also z. B. als Teil eines Baudenkmals – weiter eingetragen sind, sollen hier nicht aufgeführt werden. Aktennummern in diesem Abschnitt sind ehemalige, jetzt nicht mehr gültige Aktennummern.

| Lage                              | Objekt                 | Beschreibung | Akten-Nr.      | Bild     |
| --------------------------------- | ---------------------- | --- | -------------- | -------- |
| Auf der Wies 22 (Standort)        | Wohnhaus               | breit gelagerter, zweigeschossiger Bau mit flach geneigtem Satteldach, 18./19. Jahrhundert                                                | D-1-83-128-5   | Wohnhaus |
| Weißgerberstraße 17 (Standort)    | Wohnhaus               | dreigeschossiger Pultdachbau mit Vorschussmauer, im Kern wohl spätes 16. Jahrhundert                                                      | D-1-83-128-189 | Wohnhaus |
| Mößling Hauptstraße 23 (Standort) | Doppelhaus             | eingeschossiger Satteldachbau mit Bundwerk am Ostgiebel, 1. Drittel 19. Jahrhundert                                                       | D-1-83-128-211 | BW       |
| Mößling Dorfstraße 5 (Standort)   | Ehemals Gastwirtschaft | Wohnstallhaus einer Dreiseitanlage, zweigeschossig mit flach geneigtem Satteldach, am Westgiebel Zierputz Bundwerk, Mitte 19. Jahrhundert | D-1-83-128-208 | BW       |